# Макги, Говард
Говард Макги (англ. Howard McGhee; 6 марта 1918, Талса — 17 июля 1987, Нью-Йорк, Нью-Йорк) — американский джазовый трубач. Один из первых исполнителей бибопа на трубе, наряду с Диззи Гиллеспи, Фэтсом Наварро и Идрисом Сулейманом

## Биография

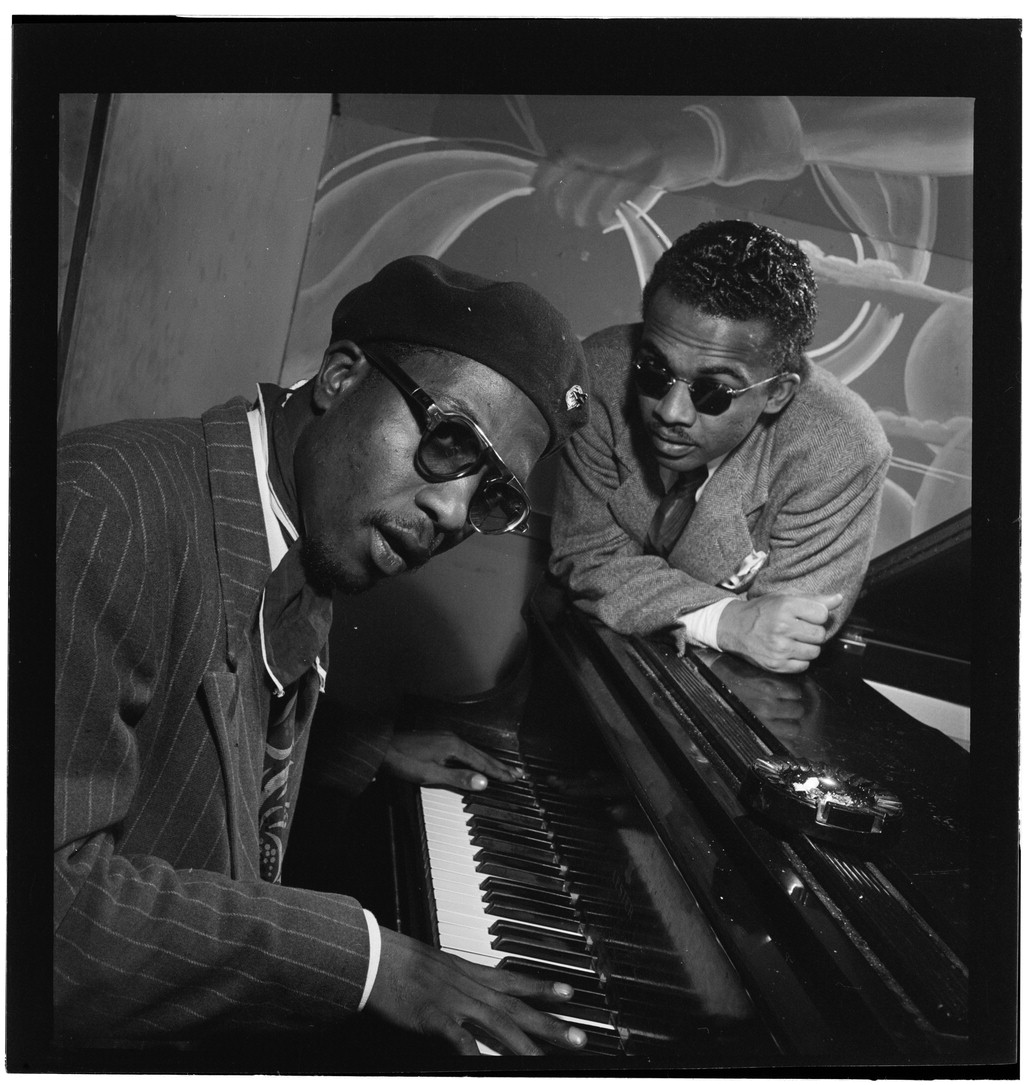
Телониус Монк и Говард Макги, Театр Минтона, сентябрь 1947

Говард Макги родился в Талсе, штат Оклахома. Вырос в Детройте, штат Мичиган. В начале карьеры играл в оркестрах Лайонела Хэмптона, Энди Кёрка, Каунта Бейси и Чарли Барнета. Услышав по радио выступление Чарли Паркера, стал одним из первых, кто в середине 40-х принял новый стиль джаза «бибоп». В 1945 году переехал в Калифорнию. В 1946—1947 годах в Голливуде было организовано несколько сессий звукозаписи для нового лейбла Dial с участием Чарли Паркера и Макги. Первая состоялась 29 июля 1946 года. В ней приняли участие Чарли Паркер, Говард Макги, Джимми Банн, Боб Кестерсон и Рой Портер. В связи с проблемами со здоровьем Паркер сыграл лишь на трёх пьесах: «Max is Making Wax», «Lover Man» и «The Gypsy». Какое-то время Макги продолжал работать с Паркером в качестве сайдмена. Он участвовал в сессиях саксофониста, когда тот записывал такие композиции, как «Relaxin' at Camarillo», «Cheers», «Carvin the Bird» и «Stupendous». В это же время трубач был ведущим музыкантом лос-анджелесской бибоп-сцены, участвовал в организованной продюсером Норманом Гранцем серии концертов «Jazz at the Philharmonic», записывался и даже управлял ночным клубом. Его пребывание в Калифорнии закончилось из-за расовых предрассудков.
Макги мало записывался и выступал во второй половине 1950-х годов из-за проблем с наркотиками . Он вернулся на сцену в 1960 году и в течение четырёх лет часто принимал участие в концертах, организованных знаменитым импресарио Джорджем Уэйном, и выпустил несколько пластинок. В середине 1960-х его карьера снова пошла на спад, и он надолго перестал записываться. В конце 1960-х собрал свой биг-бэнд для выступлений в Нью-Йорке, но не добившись успеха, распустил оркестр.
В 1970-е годы он трубач начал преподавать теорию музыки в ряде учебных заведений Нью-Йорка, иногда давая и частные уроки у себя дома в центре Манхэттена. В 1976 году он вновь вернулся в студию и за три года записал семь пластинок с Тедди Эдвардсом, Чарли Раузом, Хорасом Парланом, Кенни Кларком и другими исполнителями.
Говард Макги умер в Нью-Йорке, штат Нью-Йорк, 17 июля 1987 года.

## Дискография

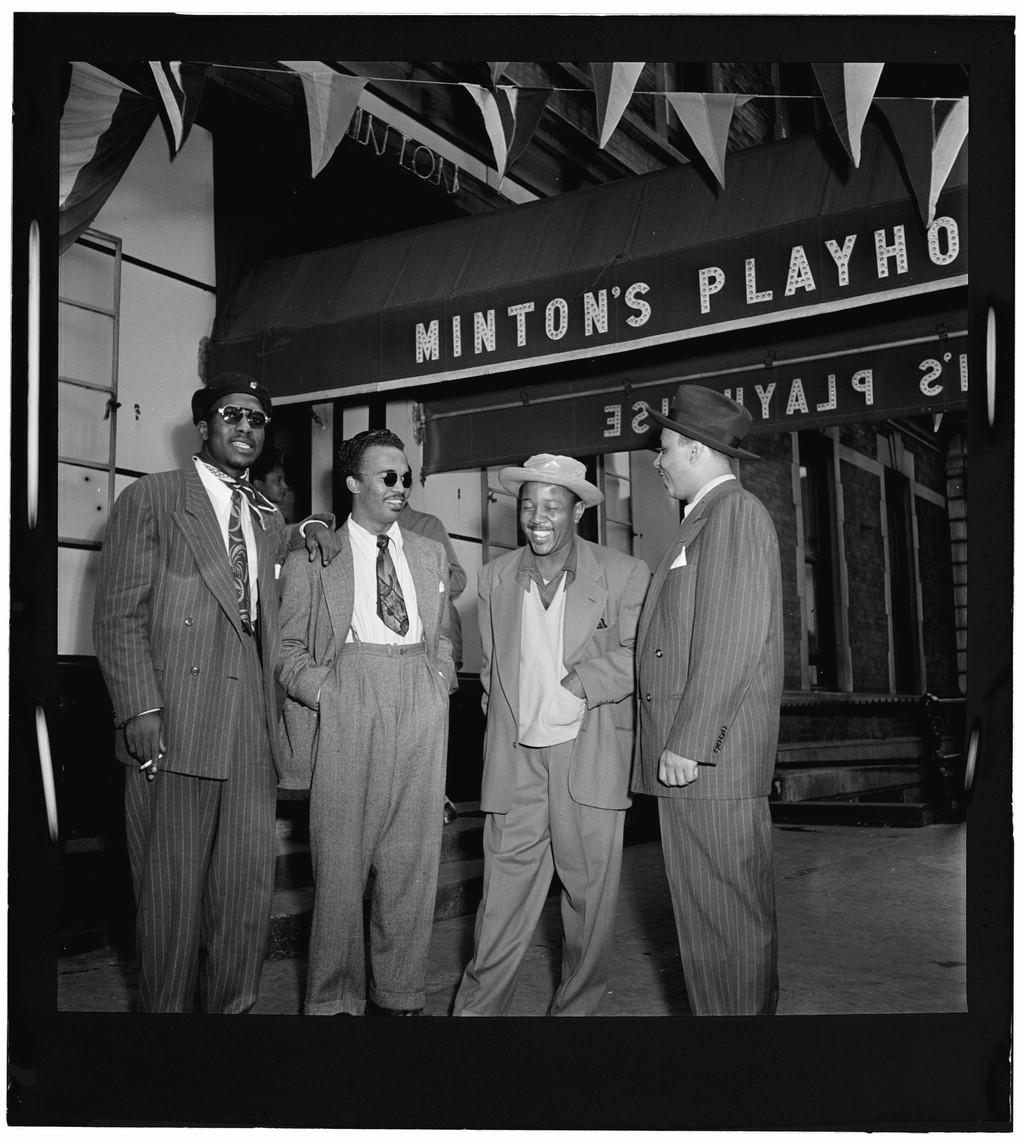
(Слева направо) Телониус Монк, Говард Макги, Рой Элдридж, Тедди Хилл, Театр Минтона, Нью-Йорк, сентябрь 1947

### Лидер
- 1946-47 Trumpet at Tempo (Dial [rel. 1996])
- 1948 Howard McGhee and Milt Jackson (Savoy)
- 1950 Howard McGhee, Vol. 1 (Blue Note) with Fats Navarro
- 1951 Night Music (Dial)
- 1952 Jazz South Pacific (Regent) with J.J. Johnson, Oscar Pettiford [AKA Jazz Goes to the Battlefront]
- 1953 Howard McGhee, Vol. 2 (Blue Note) with Gigi Gryce
- 1955 The Return of Howard McGhee (Bethlehem) [AKA That Bop Thing]
- 1956 Life Is Just a Bowl of Cherries (Bethlehem)
- 1960 Dusty Blue (Bethlehem)
- 1960 Music from the Connection (Felsted)
- 1961 Together Again!!!! (Contemporary) with Teddy Edwards
- 1961 Maggie’s Back in Town!! (Contemporary)
- 1961 The Sharp Edge (Fontana) [AKA Shades of Blue]
- 1962 Nobody Knows You When You’re Down and Out (United Artists)
- 1963 House Warmin'! (Argo) originally issued in 1962 on Winley Records as Nothin' But Soul under Gene Ammons' name.
- 1976 Here Comes Freddy (Sonet) with Illinois Jacquet
- 1976 Just Be There (SteepleChase) with Horace Parlan, Kenny Clarke
- 1977 Cookin' Time, Howard McGhee Orchestra (Zim Records)
- 1978 Live at Emerson’s, Howard McGhee Sextet (Zim Records)
- 1978 Jazz Brothers (Jazzcraft) with Charlie Rouse
- 1978 Home Run (Jazzcraft) with Benny Bailey
- 1979 Young at Heart (Storyville) with Teddy Edwards
- 1979 Wise in Time (Storyville) with Teddy Edwards

### Участник
Лорез Александрия
- Deep Roots (Argo, 1962)

Джордж Олд
- Rainbow Mist (Delmark, 1944 [1992]) compilation of Apollo recordings

Билли Экстайн
- Maggie: The Savoy Sessions (Savoy, 1947 [1995])

Джонни Хартман
- Songs from the Heart (Bethlehem, 1955)
- All of Me: The Debonair Mr. Hartman (Bethlehem, 1956)

Коулмен Хокинс
- Hollywood Stampede (Capitol, 1945 [1972])
- Disorder at the Border (Spotlite, 1952 [1973])

Чабби Джексон
- Chubby Jackson All Star Big Band (1950)
- Chubby Jackson Sextet and Big Band (Prestige, 1947—1950 [1969])

Джеймс Муди
- Cookin' the Blues [live] (Argo, 1961 [1964])

Андре Превин
- André Previn All-Stars (1946)
- Previn at Sunset (Polydor, 1972)

Мел Торме
- George Gershwin’s Porgy and Bess (Bethlehem, 1956) with Frances Faye
- At the Crescendo (Bethlehem, 1957)
- Songs for Any Taste (Bethlehem, 1957)

С другими исполнителями
- 1954 Billie Holiday at Jazz at the Philharmonic, Billie Holiday (Clef, rec. 1945—1946)
- 1956 Way Out Wardell, Wardell Gray (Modern)
- 1960 The Music from «The Connection», Freddie Redd (Blue Note)
- 1962 Johnny Hodges with Billy Strayhorn and the Orchestra, Johnny Hodges (Verve)
- 1962 Good Old Zoot, Zoot Sims (New Jazz)
- 1963 Introducing Phil Porter and His Organ, Phil Porter (United Artists)
- 1963 At Newport '63, Joe Williams (RCA Victor)
- 1967 Tribute To Charlie Parker (From The Newport Jazz Festival) (RCA Victor, rec. 1964)
- 1968 Boppin' & Burnin' , Don Patterson (Prestige)
- 1969 Early Quintets, Phil Woods (Prestige, rec. 1959)
- 1976 Red Top: The Savoy Sessions (1947—1953), Gene Ammons (Savoy)
- 1976 The Jazz Singer, Eddie Jefferson (Inner City, rec. 1959—1961)
- 1989 Autumn in New York, Sonny Stitt (Black Lion, rec. 1967)
- 1991 California Boppin' 1947, Sonny Criss (Fresh Sound)
- 1993 The Chronological…1940-1942, Andy Kirk & His Clouds of Joy (Classics)
- 1995 Dodo Marmarosa On Dial: The Complete Sessions (1946—1947), Dodo Marmarosa (Spotlite)
- 1996 The Chronological…1944-1945, Wynonie Harris (Classics)[7]
- 1996 The Chronological…1945, Slim Gaillard (Classics)